# フォトグラフ:ザ・ヴェリー・ベスト・オブ・リンゴ・スター
フォトグラフ：ザ・ヴェリー・ベスト・オブ・リンゴ・スター(Photograph: The Very Best Of Ringo Starr)は、2007年に発表されたリンゴ・スターのレーベルを超えたオール・タイム・ベスト・アルバム。日本では、2007年10月3日にリリースされた。

## 解説
1970年から2005年までの作品から選曲されたリンゴ・スター、初のオール・タイム・ベストである。全20曲中、12曲目までがアップル時代にリリースしたもので占められているが、その殆どのヒット曲はこの時代のものである。完全な時系列ではないが、一応、レーベル、時代などは分けられている。

## 収録曲
1. 想い出のフォトグラフ – Photograph
2. 明日への願い - It Don't Come Easy
3. ユア・シックスティーン - You're Sixteen (You’re Beautiful And You’re Mine)
4. バック・オフ・ブーガルー - Back Off Boogaloo
5. アイム・ザ・グレイテスト - I'm The Greatest
6. オー・マイ・マイ  - Oh My My
7. オンリー・ユー - Only You (And You Alone)
8. ボークー・オブ・ブルース - Beaucoups Of Blues
9. 1970年代ビートルズ物語 - Early 1970
10. スヌーカルー - Snookeroo
11. ノー・ノー・ソング - No No Song
12. グッドナイト・ウィーン – (It’s All Da-Da-Down To) Goodnight Vienna
13. ヘイ・ベイビー - Hey Baby
14. ロックは恋の特効薬 - A Dose Of Rock'n Roll
15. ウェイト・オブ・ザ・ワールド – Weight Of The World
16. キング・オブ・ブロークン・ハーツ - King Of Broken Hearts
17. ネバー・ウィズアウト・ユー – Never Without You
18. アクト・ナチュラリー – Act Naturally (with Back Owens)
19. ラック・マイ・ブレイン -  Wrack My Brain
20. フェイディング・イン・アンド・アウト - Fading In Fading Out